# ポンプ隊
ポンプ隊（ポンプたい）とは、消防吏員の中で、主に火災現場で消火活動を行うのを任務とし、特別救助隊や救急隊と連携しながら救急・救助活動も行う部隊のこと。東京消防庁ではポンプ隊とされるが、全国の消防では消防隊や消火隊、警防隊、放水隊、水槽隊と様々な名称で存在する。

## 概要
ほぼ全ての消防署・消防出張所に配置されており、火災時は消防車等で出場し警防活動に当たる隊であるが、活動内容としては火災時の消火活動の他、救助活動、交通事故などで油脂類が大量に漏油した場合に、引火を防ぐための不活性化処理としての危険排除活動、CPAや搬出困難等で救急隊を支援する救急活動（PA連携）、水防活動などと幅広い。
基本的に4～5名で構成されるポンプ隊だが、小規模消防本部（全国の消防機関の6割超を占める）では慢性的な予算、人員の不足から3名運用（署所によっては2名運用）の隊が多く、十分な消防活動が展開できる消防本部はあまり多くはない。
このため小規模消防本部にとっては消火戦術の効率化、地域の消防団との連携は不可欠である。
また、地域によっては救助資格を持った隊員をポンプ隊の運用に組み込み、兼任救助隊員として運用している消防本部もある。この場合は、あらかじめポンプ車に救助器具やウインチ等を装備している場合が多く、隊員のほとんどが救助課程を卒業したポンプ隊員で構成されている。

## PA連携
救急出動では、救急標準課程修了者（救急隊の資格）や救急救命士などの救急技術資格を保有しているポンプ隊員を消防車で出場させ、現場の安全管理と先行処置に当たらせる消防機関も増えている。PA連携や救急支援と呼ばれる。中小規模消防本部（分署・出張所・分遣所等）では消防隊と救急隊の区分がない場合や、救急隊と消防隊を兼務しているケースが多いため、兼任消防隊と呼ばれることがある。
ポンプ隊がPA連携で出場する災害内容としては、CPA（心肺停止）によりマンパワーを投入する目的での出場が多く、他には近隣に活動可能な救急隊がすべて出場中で、救急要請から現場到着まで大幅な遅延が見込まれる際に直近対応としての出場、その他は、繁華街等で救急活動の妨害などが発生する可能性があり、交通整理などのために人員の増強を要する場合や搬送路狭隘のため、自傷行為や交通事故など、救急隊1隊だけでの活動が困難な場合に、活動する隊員の安全管理を徹底する目的で出場する。この場合は、覚知段階もしくは先着した救急隊などからの要請により指令室が判断することが多い。
このような事案に対する十分な活動のために、多くのポンプ車で感染防止衣や自動体外式除細動器を積載している。

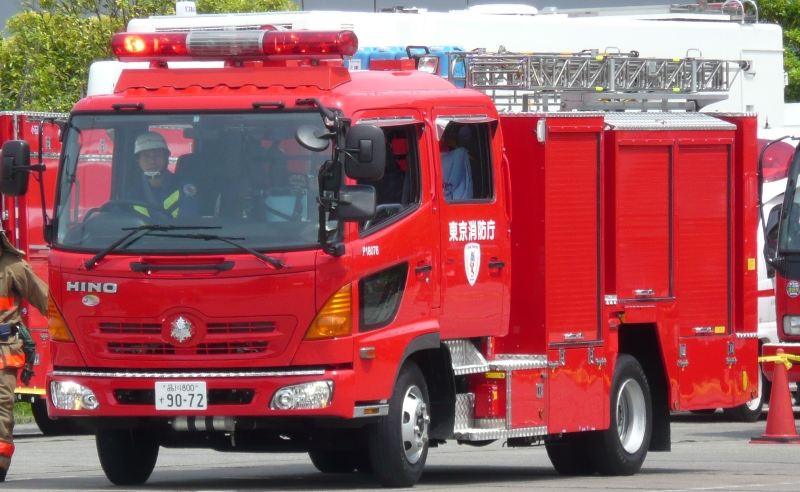
東京消防庁　水槽付ポンプ自動車
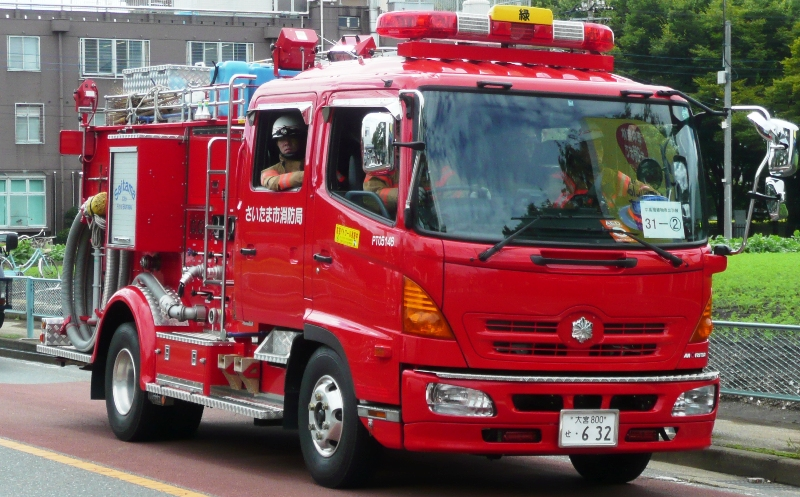
さいたま市消防局　ポンプ自動車

## 装備・資機材
- 消防ポンプ車
- 消防用ホース（内径は40ミリ、50ミリ、65ミリ）
- 空気呼吸器（ゴーグル一体型マスク、これとホースでつながった空気ボンベのセット）
- 破壊斧、万能斧
- 三連梯子
- 消火栓鍵
- スピンドルドライバー（消火栓を開くための専用工具）
- サーチライト
- パーライト
- スリングロープ
- カラビナ
- 安全帯
- ホースカー（水槽付きポンプ車では積載しない場合もある。）
- ホースブリッジ（一般車にホースを乗り越えさせる為のカバー。踏まれると損傷し裂けてしまうため）
- 予備の空気ボンベ
- 管槍（かんそう。放水用ノズルのこと。近年は高圧放水時の保持が難しい事から、より確実に構えられる軽機関銃型の「放水銃」に変えられている例が多い）
- フォグガンやプロジェクトガン等の噴霧式ノズル
- 防火衣（防水加工がされた難燃素材製のハーフコートとオーバーズボン、長靴の3点セット）
- ヘルメット（一般的な作業用安全帽と、厳しい安全基準―直火に曝されても溶けるだけで絶対に燃えない―に則った耐火素材製品）
- ジェットシューター（背負い式の大型タンクがつながった、強力水鉄砲）
- 消火薬剤のポリタンク、ラインプロポーショナー（負圧を利用し簡易的に泡放射するための器具）

その他、インパルス消火システム、エンジンカッターや油圧式救助器具といった救助資機材、排煙送風機、救急資機材を装備している隊もある。
火災の際は防火衣を着装し、ポンプ車・水槽付きポンプ車等で出動する。